# Джибріль Соу
Джибріль Соу (нім. Djibril Sow, нар. 6 лютого 1997, Цюрих) — швейцарський футболіст, півзахисник клубу «Севілья» та збірної Швейцарії.

## Клубна кар'єра
Народився 6 лютого 1997 року в місті Цюрих в родині сенегальця і швейцарки. Вихованець юнацьких команд футбольних клубів «Альбісріден» та «Цюрих». У сезоні 2014/15 виступав за резервну команду останнього.
1 липня 2015 року він став гравцем німецької «Боруссії» (Менхенгладбах), але теж став грати за дублерів менхенгладбаського клубу, де і провів наступні два сезони своєї ігрової кар'єри.

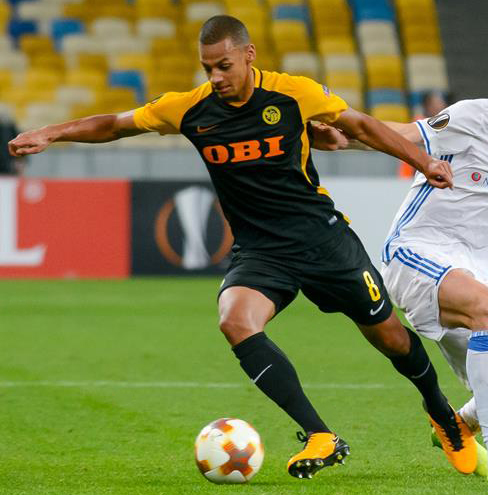
Джибріль Соу під час виступів за «Янг Бойз». 2017 рік.

25 жовтня 2016 року дебютував за першу команду «Боруссії» в матчі Кубка Німеччини проти «Штутгарта» (2:0), вийшовши на 88-й хвилині замість Ларса Штіндля. Надалі до кінця сезону зіграв ще по одному разу в Бундеслізі й матчі національного кубка, в обох випадках теж виходячи на останні хвилини гри, і в підсумку в німецькій команді закріпитись не зумів.
1 липня 2017 року за 1,7 мільйона євро перейшов у «Янг Бойз». У сезоні 2017/18 допоміг клубу виграли національний чемпіонат, вперше за останні 32 роки, а в наступному сезоні зумів знову стати з командою чемпіоном країни. Загалом за два сезони Соу відіграв за бернську команду 55 матчів у національному чемпіонаті.
27 червня 2019 року Соу підписав п'ятирічний контракт з німецьким «Айнтрахтом» (Франкфурт). За підсумками сезону 2021/22 Соу виграв з «Айнтрахтом» Лігу Європи УЄФА, зігравши в тому числі й у фінальному матчі, де на 106-й хвилині був замінений на Айдина Грустича.

## Виступи за збірні
2013 року дебютував у складі юнацької збірної Швейцарії, взяв участь у 27 іграх на юнацькому рівні, відзначившись 2 забитими голами.
З 2016 року залучався до складу молодіжної збірної Швейцарії. На молодіжному рівні зіграв у 10 офіційних матчах, забив 3 голи.
8 вересня 2018 року дебютував в офіційних іграх у складі національної збірної Швейцарії в матчі Ліги націй УЄФА проти Ісландії (6:0), замінивши Стівена Цубера.
Влітку 2019 року був включений у фінальну заявку збірної на Фінал чотирьох Ліги націй УЄФА 2019 року у Португалії, де його команда посіла четверте місце.
У 2021 році був викликаний до національної збірної на чемпіонат Європи 2020 року, де Швейцарія створила одну з головних сенсацій турніру, вийшовши в чвертьфінал змагання, а Соу зіграв у двох іграх.
| Дата       | Місто           | Господарі | Результат               | Гості             | Турнір                               | Голи | Примітки |
| ---------- | --------------- | --------- | ----------------------- | ----------------- | ------------------------------------ | ---- | -------- |
| 8-9-2018   | Санкт-Галлен    | Швейцарія | 6 – 0                   | Ісландія          | Ліга націй УЄФА 2018-2019 - 1-й етап | -    | 79'      |
| 14-11-2018 | Лугано          | Швейцарія | 0 – 1                   | Катар             | товариський матч                     | -    | 46'      |
| 23-3-2019  | Тбілісі         | Грузія    | 0 – 2                   | Швейцарія         | Відбір до ЧЄ 2020                    | -    | 89'      |
| 26-3-2019  | Базель          | Швейцарія | 3 – 3                   | Данія             | Відбір до ЧЄ 2020                    | -    | 79'      |
| 15-11-2019 | Санкт-Галлен    | Швейцарія | 1 – 0                   | Грузія            | Відбір до ЧЄ 2020                    | -    | 84'      |
| 18-11-2019 | Гібралтар       | Гібралтар | 1 – 6                   | Швейцарія         | Відбір до ЧЄ 2020                    | -    | 60'      |
| 3-9-2020   | Львів           | Україна   | 2 – 1                   | Швейцарія         | Ліга націй УЄФА 2020-2021 - 1-й етап | -    | 82'      |
| 6-9-2020   | Базель          | Швейцарія | 1 – 1                   | Німеччина         | Ліга націй УЄФА 2020-2021 - 1-й етап | -    | 80'      |
| 7-10-2020  | Санкт-Галлен    | Швейцарія | 1 – 2                   | Хорватія          | товариський матч                     | -    | 64'      |
| 10-10-2020 | Мадрид          | Іспанія   | 1 – 0                   | Швейцарія         | Ліга націй УЄФА 2020-2021 - 1-й етап | -    | 60'      |
| 13-10-2020 | Кельн           | Німеччина | 3 – 3                   | Швейцарія         | Ліга націй УЄФА 2020-2021 - 1-й етап | -    | 66'      |
| 11-11-2020 | Геверле         | Бельгія   | 2 – 1                   | Швейцарія         | товариський матч                     | -    |          |
| 14-11-2020 | Базель          | Швейцарія | 1 – 1                   | Іспанія           | Ліга націй УЄФА 2020-2021 - 1-й етап | -    | 73'      |
| 25-3-2021  | Софія           | Болгарія  | 1 – 3                   | Швейцарія         | Відбір до ЧС 2022                    | -    | 86'      |
| 31-3-2021  | Санкт-Галлен    | Швейцарія | 3 – 2                   | Фінляндія         | товариський матч                     | -    | 76'      |
| 3-6-2021   | Санкт-Галлен    | Швейцарія | 7 – 0                   | Ліхтенштейн       | товариський матч                     | -    |          |
| 16-6-2021  | Рим             | Італія    | 3 – 0                   | Швейцарія         | ЧЄ 2020 - груповий етап              | -    | 84'      |
| 2-7-2021   | Санкт-Петербург | Швейцарія | 1 – 1 д.ч. (1 – 3 п.п.) | Іспанія           | ЧЄ 2020 - чвертьфінал                | -    | 81'      |
| 1-9-2021   | Базель          | Швейцарія | 2 – 1                   | Греція            | товариський матч                     | -    | 46'      |
| 5-9-2021   | Базель          | Швейцарія | 0 – 0                   | Італія            | Відбір до ЧС 2022                    | -    | 6' 63'   |
| 9-10-2021  | Лансі           | Швейцарія | 2 – 0                   | Північна Ірландія | Відбір до ЧС 2022                    | -    | 90+2'    |
| 12-10-2021 | Вільнюс         | Литва     | 0 – 4                   | Швейцарія         | Відбір до ЧС 2022                    | -    |          |
| 12-11-2021 | Рим             | Італія    | 1 – 1                   | Швейцарія         | Відбір до ЧС 2022                    | -    | 79'      |
| 15-11-2021 | Люцерн          | Швейцарія | 4 – 0                   | Болгарія          | Відбір до ЧС 2022                    | -    | 90+7'    |
| 26-3-2022  | Лондон          | Англія    | 2 – 1                   | Швейцарія         | товариський матч                     | -    | 62'      |
| 29-3-2022  | Цюрих           | Швейцарія | 1 – 1                   | Косово            | товариський матч                     | -    |          |
| Усього     |                 | Матчів    | 26                      |                   | Голів                                | 0    |          |

## Титули і досягнення
- Чемпіон Швейцарії (2):

«Янг Бойз»: 2017–18, 2018–19
- Переможець Ліги Європи УЄФА (1):

«Айнтрахт»: 2021–22